# Notiohyphantes
Notiohyphantes là một chi nhện trong họ Linyphiidae.